# اسکار وربیک
اسکار وربیک (هلندی: Oscar Verbeeck; ۶ ژوئن ۱۸۹۱ – ۱۳ اوت ۱۹۷۱) بازیکن فوتبال اهل بلژیک بود.
وی به‌همراه تیم ملی فوتبال بلژیک به مقام قهرمانی بازی‌های المپیک تابستانی ۱۹۲۰ دست پیدا کرده‌است. 